# Campeonato Roraimense de Futebol de 1995
O Campeonato Roraimense de 1995 foi a 40.ª edição (1.ª profissional) deste torneio futebolístico organizado anualmente pela Federação Roraimense de Futebol (FRF).
O Roraimão, como é apelidado, foi o último campeonato estadual a se profissionalizar. O Progresso, de Mucajaí, foi o primeiro clube a se profissionalizar, e assim o Atlético Roraima e Baré, de Boa Vista, seguiram e adotaram o mesmo modelo de profissionalização para serem os clubes participantes da primeira edição do Roraimão na era profissional. Outros estados já haviam se profissionalizado recentemente, como o Acre em 1989, Amapá e Rondônia em 1991, e Tocantins em 1993.
Foi disputada entre 28 de maio e 30 de julho e terminou com o Atlético Roraima sagrando-se campeão de forma invicta.

## Resultados

### Primeiro turno
| 28 de maio | Baré | 4 – 0 | Progresso |  |  |
|            |      |       |           |  |  |

| 4 de junho | Atlético Roraima | 0 – 0 | Progresso |  |  |
|            |                  |       |           |  |  |

| 11 de junho | Baré | 1 – 1 | Atlético Roraima |  |  |
|             |      |       |                  |  |  |

- Baré: campeão do primeiro turno.

### Segundo turno
| 18 de junho | Atlético Roraima | 1 – 1 | Progresso |  |  |
|             |                  |       |           |  |  |

| 24 de junho | Baré | 2 – 0 | Progresso |  |  |
|             |      |       |           |  |  |

| 2 de julho | Atlético Roraima | 1 – 0 | Baré |  |  |
|            |                  |       |      |  |  |

- Atlético Roraima: campeão do segundo turno.

### Terceiro turno
| 9 de julho | Atlético Roraima | 2 – 1 | Progresso |  |  |
|            |                  |       |           |  |  |

| 16 de julho | Baré | 4 – 1 | Progresso |  |  |
|             |      |       |           |  |  |

| 23 de julho | Atlético Roraima | 3 – 2 | Baré |  |  |
|             |                  |       |      |  |  |

- Atlético Roraima: campeão do terceiro turno.

### Final
O campeonato foi dividido em três turnos, dois dos quais vencido pelo Roraima e um pelo Baré. Na final, realizada em 30 de julho de 1995, o Atlético Roraima venceu o Baré, por 2–0.
| 30 de julho | Baré | 0 – 2 | Atlético Roraima |  |  |
|             |      |       |                  |  |  |